# Inna Osypenko-Radomska
Inna Osypenko-Radomska (ukr. Інна Володимирівна Осипенко-Радомська;  ur. 20 września 1982 w Noworajsku) – ukraińska kajakarka, mistrzyni, wicemistrzyni i brązowa medalistka olimpijska, mistrzyni świata.
Życiowy sukces odniosła 23 sierpnia 2008 roku podczas igrzysk olimpijskich w Pekinie, wygrywając finałowy wyścig K-1 na dystansie 500 m, gdzie na finiszu nieznacznie pokonała utytułowaną Włoszkę Josefę Idem. Jest też brązową medalistką igrzysk olimpijskich w Atenach na dystansie 500 m (K-4) oraz srebrną medalistką igrzysk olimpijskich w Londynie w K-1 na 500 m.
Jest sześciokrotną medalistką mistrzostw świata. Tytuł najlepszej zawodniczki na świecie zdobyła w Poznaniu podczas mistrzostw świata w 2010 roku wygrywając finałowy wyścig na dystansie 500 m.